# Danmarks gamle Folkeviser
Danmarks gamle Folkeviser (DgF) började utges år 1853 av Svend Grundtvig. Han försökte där att samla samtliga danska 'gamla folkvisor' av den typ som nu på svenska oftast kallas medeltidsballader. Arbetet fortsattes på 1900-talet av nya generationer balladforskare, för att år 1976 omfatta 12 band och totalt 539 balladtyper, ofta i många varianter.  Grundtvigs ursprungliga indelning av balladerna i olika kategorier har i huvudsak övertagits av senare insamlare av ballader, som F. J. Child, och av moderna forskare om medeltidsballader.  Dock klassificerar de senare många av Grundtvigs 'historiska' ballader i andra klasser.
Varje balladtyp tilldelades ett nummer, och anges därför nu kort med DgF 1 — DgF 539.